# Danh sách nhà thờ Hồi giáo ở Việt Nam
Dưới đây là danh sách các nhà thờ Hồi giáo nằm ở Việt Nam. 
| Tên                                | Hình ảnh | Vị trí                  | Năm / thế kỷ | Điều đáng chú ý                                      |
| ---------------------------------- | -------- | ----------------------- | ------------ | ---------------------------------------------------- |
| Nhà thờ Hồi giáo Jamiul Muslimin   |          | Thành phố Hồ Chí Minh   | ?            | Nhà thờ Hồi giáo Ấn Độ                               |
| Nhà thờ Hồi giáo Mubarak           |          | Phú Tân, tỉnh An Giang  | 1750         |                                                      |
| Nhà thờ Hồi giáo Jamia Al Muslimin |          | Thành phố Hồ Chí Minh   | 1935         | Nhà thờ Hồi giáo cho người Pakistan và Indonesia     |
| Thánh đường Hồi giáo Al Rahim      |          | Thành phố Hồ Chí Minh   | 1885         | Nhà thờ Hồi giáo của người dân Malaysia và Indonesia |
| Thánh đường Hồi giáo Al Ehsan      |          | Châu Đốc, tỉnh An Giang | 1937         | Nhà thờ Hồi giáo người Chăm                          |